# Tom Žurga
Tom Žurga (* 17. Januar 1998) ist ein slowenischer Fußballspieler.

## Karriere

### Verein
Žurga begann seine Karriere beim NK Triglav Kranj. Im April 2015 debütierte er für die erste Mannschaft von Triglav in der 2. SNL. Dies blieb in der Saison 2014/15 sein einziger Einsatz. In den Saisonen 2015/16 und 2016/17 kam er jeweils zu fünf Zweitligaeinsätzen. Am Ende der Saison 2016/17 stieg er mit Triglav Kranj in die 1. SNL auf. Sein Debüt in der höchsten slowenischen Spielklasse gab der Stürmer im September 2017 gegen den NK Domžale. In der Saison 2017/18 absolvierte er 21 Erstligapartien, zudem kam er als Kooperationsspieler viermal für den Zweitligisten NK Kranj zum Einsatz. In der Saison 2018/19 kam er zu 26 Einsätzen in der 1. SNL, in denen er fünf Tore machte. Nach weiteren neun Einsätzen bis zur Winterpause 2019/20 wechselte er im Februar 2020 leihweise nach Island zum Zweitligisten Ungmennafélagið Leiknir. Nach drei Einsätzen im Ligapokal kehrte er noch im April 2021 noch vor Ligabeginn wieder nach Slowenien zurück, wo er allerdings bis zum Ende der Saison 2019/20 nicht mehr für Triglav spielte, das zu Saisonende wieder in die 2. SNL abstieg.
Nach dem Abstieg schloss Žurga sich zur Saison 2020/21 dem ebenfalls zweitklassigen NK Rudar Velenje an. Für Rudar kam er zu 20 Zweitligaeinsätzen, in denen er zweimal traf. Zur Saison 2021/22 wechselte der Angreifer zum österreichischen Regionalligisten SV Spittal/Drau. Am Ende stieg er mit der Mannschaft in die Kärtnerliga ab. Žurga spielte noch bis Ende 2023 bei der SV Spittal/Drau. Anfang 2024 wechselte er zum Ligakonkurrenten ATUS Velden.

### Nationalmannschaft
Žurga spielte im Januar 2016 fünfmal für die slowenische U-18-Auswahl.